# 吳柏青
吳柏青博士，為台灣國立宜蘭大學生物機電工程學系教授，2016年8月1日起，出任國立宜蘭大學教授兼校長。自2020年8月1日起續任展開第2任校長任期，2024年7月31日完成國立宜蘭大學校長任期並退休。